# Hushed and Grim
| Совокупная оценка   | Совокупная оценка |
| Источник            | Оценка            |
| ------------------- | ----------------- |
| Metacritic          | 83/100            |
| Оценки критиков     |                   |
| Источник            | Оценка            |
| Metal Hammer        | [ 5 ]             |
| Metal Hammer (Гер.) | [ 6 ]             |
| Kerrang!            | [ 7 ]             |
| Rolling Stone       | [ 8 ]             |
| Exclaim!            | [ 9 ]             |
| Clash               | [ 10 ]            |
| Metal Injection     | [ 11 ]            |
| Blabbermouth        | [ 12 ]            |
| The Quietus         | благоприятная     |
| Powermetal.de       | [ 14 ]            |

Hushed and Grim (с англ. — «Тихий и мрачный») — восьмой студийный альбом американской метал-группы Mastodon, выпущенный 29 октября 2021 года на лейбле Reprise Records. Hushed and Grim является первым двойным альбомом в дискографии коллектива.

## Создание
На создание альбома сильно повлияла смерть давнего менеджера Mastodon Ника Джона, который скончался летом 2018 года от рака поджелудочной железы. Джон начал работу с группой начиная с выхода их второго альбома, Leviathan, и его нередко называли «пятым участником» группы. Басист Трой Сандерс говорил по этому поводу: «Написание и запись этой пластинки было для меня психотерапевтическим сеансом: сначала я чувствовал себя ужасно, а потом чувствовал себя фантастически. Даже если бы мы хотели написать более радостный альбом, у нас не получилось бы. Наша группа так не работает. Мы не можем просто отбросить всю тьму и сказать, что всё было отлично».
Работа над альбомом началась в конце 2019 года на собственной студии группы West End Sound в Атланте. В этой же студии группа записала песню «Fallen Torches» для их сборника Medium Rarities, выпущенного в сентябре 2020 года. Дэвид Боттрилл, ранее работавший над записями Питера Гэбриела, King Crimson и Tool, был приглашён в качестве продюсера. В решении выпустить пятнадцатитрековый альбом длительностью практически полтора часа барабанщик Брэнн Дэйлор ориентировался на такие записи рока как The Lamb Lies Down on Broadway группы Genesis, Physical Graffiti группы Led Zeppelin и The Wall группы Pink Floyd.

## Концепция
По словам Дэйлора, концепция альбома представляет собой «новую интерпретацию идеи о загробной жизни». Согласно ей, после смерти душа перемещается в «сердце живого дерева», и человеку приходится «переживать времена года так же, как дерево в течение всего календарного года». За это время предлагается размышлять об основах прожитой жизни и искуплении своих поступков. Таким образом, альбом смещает акцент с траура по умершим, боли от потери, на неизбежность смерти, одновременно приглашая живых подвести итог своих дел, пока не стало слишком поздно.
Название альбома взято из текстовой интерлюдии фильма 1939 года «Унесённые ветром».

## Список композиций
| №                   | Название                 | Длительность |
| ------------------- | ------------------------ | ------------ |
| 1.                  | «Pain With An Anchor»    | 5:01         |
| 2.                  | «The Crux»               | 4:59         |
| 3.                  | «Sickle And Peace»       | 6:17         |
| 4.                  | «More Than I Could Chew» | 6:51         |
| 5.                  | «The Beast»              | 6:03         |
| 6.                  | «Skeleton Of Splendor»   | 5:04         |
| 7.                  | «Teardrinker»            | 5:20         |
| 8.                  | «Pushing The Tides»      | 3:29         |
| 9.                  | «Peace And Tranquility»  | 5:55         |
| 10.                 | «Dagger»                 | 5:12         |
| 11.                 | «Had It All»             | 5:25         |
| 12.                 | «Savage Lands»           | 4:24         |
| 13.                 | «Gobblers Of Dregs»      | 8:34         |
| 14.                 | «Eyes Of Serpents»       | 6:49         |
| 15.                 | «Gigantium»              | 6:54         |
| Общая длительность: | Общая длительность:      | 86:17        |

## Участники записи
Mastodon
- Брэнн Дэйлор — ударные, вокал
- Брент Хайндс — соло-гитара, вокал
- Билл Келлихер — ритм-гитара
- Трой Сэндерс — бас-гитара, вокал

Приглашённые музыканты
- Жуан Ногейра — клавишные
- Ким Тайил — гитара
- Дарби Роуз Тэпли — вступительный вокал (3)
- Маркус Кинг — соло-гитара (5)
- Дэйв Витте — перкуссия (10)
- Рич Дусетт — саранги (10)
- Джоди Сандерс — валторна (11)
- Ким Тайил — соло-гитара (11)
- Кевин Фокс — виолончель, струнные аранжировки (15)
- Дрю Юрецкая — альт, скрипка (15)

Технические
- Дэвид Боттрилл — продюсер звукозаписи, сведение
- Тед Дженсен — мастеринг
- Райан МакКембридж — звукоинженер
- Том Тэпли — запись
- Билли Джо Бауэрс — редактирование аудио
- Майлз Лэндрам — помощь в записи
- Брейден Гриффит — дополнительный инженерия (5)
- Натан Яччино — дополнительная инженерия (11)